# Zyzomys woodwardi
Zyzomys woodwardi är en däggdjursart som först beskrevs av Thomas 1909.  Zyzomys woodwardi ingår i släktet Zyzomys och familjen råttdjur. IUCN kategoriserar arten globalt som livskraftig. Inga underarter finns listade.
Vuxna exemplar är 12,0 till 16,6 cm långa (huvud och bål), har en 11 till 13 cm lång svans och väger 80 till 190 g. Bakfötterna är 2,5 till 3,1 cm långa och öronen är cirka 2,2 cm stora. Liksom andra släktmedlemmar har Zyzomys woodwardi stora ögon, långa morrhår och en svans som i de flesta fall är tjockast nära bålen. På ovansidan förekommer spräckligt brunaktig päls och undersidans päls är ljusare. Flera individer tappar svansen när de flyr ifrån fiender.
Denna gnagare förekommer i norra delen av den australiska delstaten Western Australia. Arten vistas i varma och klippiga regioner som är täckta av fuktig skog. Honor kan para sig hela året. De flesta ungar registrerades vid slutet av den torra perioden i oktober och november. Honan föder vanligen två ungar per kull. Zyzomys woodwardi går på marken och är nattaktiv. Den äter frukter, frön och andra växtdelar. Individerna vilar på dagen i bergssprickor och andra hålrum.